# 마두발라
마두발라(힌디어: मधुबाला, 영어: Madhubala, 1933년 2월 14일 ~ 1969년 2월 23일)는 인도의 배우이다. 1942년부터 1964년 왕성히 활동한 배우였으며, 섬세한 비극 연기로 유명해 "비탄의 미녀" 또는 "인도 영화계의 비너스 여신"으로 알려졌다.

## 출연 작품
- 반값 여행 (1962)
- 디 엠페러 오브 더 무굴 (1960)
- 미스터 & 미세스 55 (1955)